# Franc Perko
Franc Perko (ur. 19 listopada 1929 w Krka, zm. 20 lutego 2008 w Lublanie) – słoweński duchowny rzymskokatolicki, arcybiskup belgradzki.

## Biografia
W 1941 rozpoczął naukę w Diecezjalnym Gimnazjum Klasycznym. W 1945, po przejęciu władzy przez komunistów szkoła ta została zlikwidowana. Perko dokończył edukację w Państwowym Gimnazjum Klasycznym. Po zdaniu matury w 1949, rozpoczął studia teologiczne. 29 czerwca 1953 z rąk biskupa pomocniczego lublańskiego Antona Vovka otrzymał święcenia prezbiteriatu.
W 1954 otrzymał powołanie do służby wojskowej. Po jej zakończeniu został skazany na 5 lat więzienia za szerzenie wrogiej propagandy. Został zwolniony po 3 latach i powrócił do pracy duszpasterskiej. Kontynuował również naukę. W 1963 obronił pracę doktorską. W 1964 został wykładowcą na Wydziale Teologicznym w Lublanie. Studiował również na Papieskim Instytucie Wschodnim w Rzymie. Po powrocie do kraju przez pięć lat był dziekanem Wydziału Teologicznego.
16 grudnia 1986 papież Jan Paweł II mianował go arcybiskupem belgradzkim, jednocześnie tworząc metropolię belgradzką. 6 stycznia 1987 przyjął sakrę biskupią z rąk Jana Pawła II. Współkonsekratorami byli substytut Sekretariatu Stanu abp Eduardo Martínez Somalo oraz sekretarz Kongregacji Rozkrzewiania Wiary abp José Tomás Sánchez.
31 marca 2001 zrezygnował z katedry i powrócił do Słowenii, gdzie spędził resztę życia.